# Freestyle-Skiing-Weltmeisterschaften 2029
Die 23. Freestyle-Skiing-Weltmeisterschaften sollen 2029 in Zhangjiakou stattfinden. Sie sollen gleichzeitig mit den Snowboard-Weltmeisterschaften 2029 abgehalten werden, somit gäbe es zum insgesamt siebten Mal eine „Doppel WM“ aus Freestyle-Skiing und Snowboard.

## Vergabe
Die Vergabe erfolgte am 4. Juni 2024 auf dem 55. FIS-Kongress in Reykjavík. Zhangjiakou war der einzige Bewerber für die Wettkämpfe 2029. Bereits die Weltmeisterschaften 2021 sollten in Zhangjiakou stattfinden, mussten jedoch aufgrund der COVID-19-Pandemie verlegt werden.